# Maison Dermine à Charleroi
La Maison « Dermine », est une habitation construite en 1921 pour l'avocat Dermine par Marcel Depelsenaire et Jules Laurent. Elle jouxte la maison personnelle de l'architecte Marcel Depelsenaire datant de 1923.

## Architecture
Les nombreux motifs animaux et végétaux de la façade illustrent l'apport stylistique de l'Art déco au bâtiment. La composition de la façade en travées irrégulières lui confère un dynamisme irrégulier. Le soubassement est caractérisé par l'horizontalité, mise en jeu par l'alternance de bandes de pierre et de briques rouges. L'entrée, légèrement en retrait, se trouve sous la loggia du premier étage. La console située sous la loggia, où est sculptée une chouette, unit formellement la relation entre ces deux éléments architecturaux. Comme ce détail, divers éléments ponctuels en pierre, comme un petit dragon, sont insérés dans la façade en briques. La corniche du deuxième étage est interrompue par une travée maîtresse pour laisser place à la connexion entre la loggia du deuxième étage et les fenêtres du lucarne passante . 
Le bâtiment dans son ensemble reste tel qu'il était, à l'exception de la porte de garage ajoutée dans les années 1980.
Les décors de la façade sont l'œuvre de d'Hector Brognon.

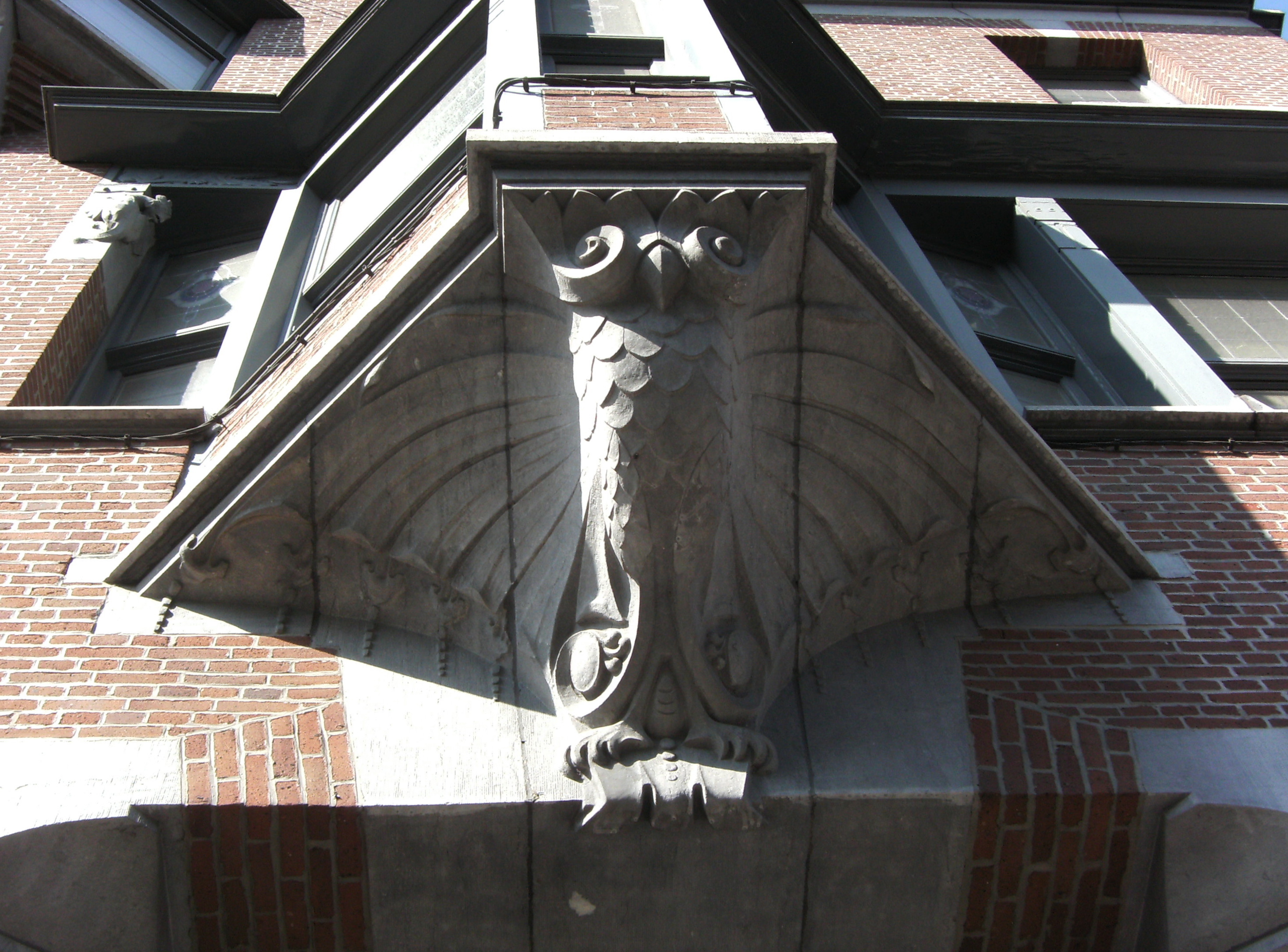
Détail sculptural de la console.
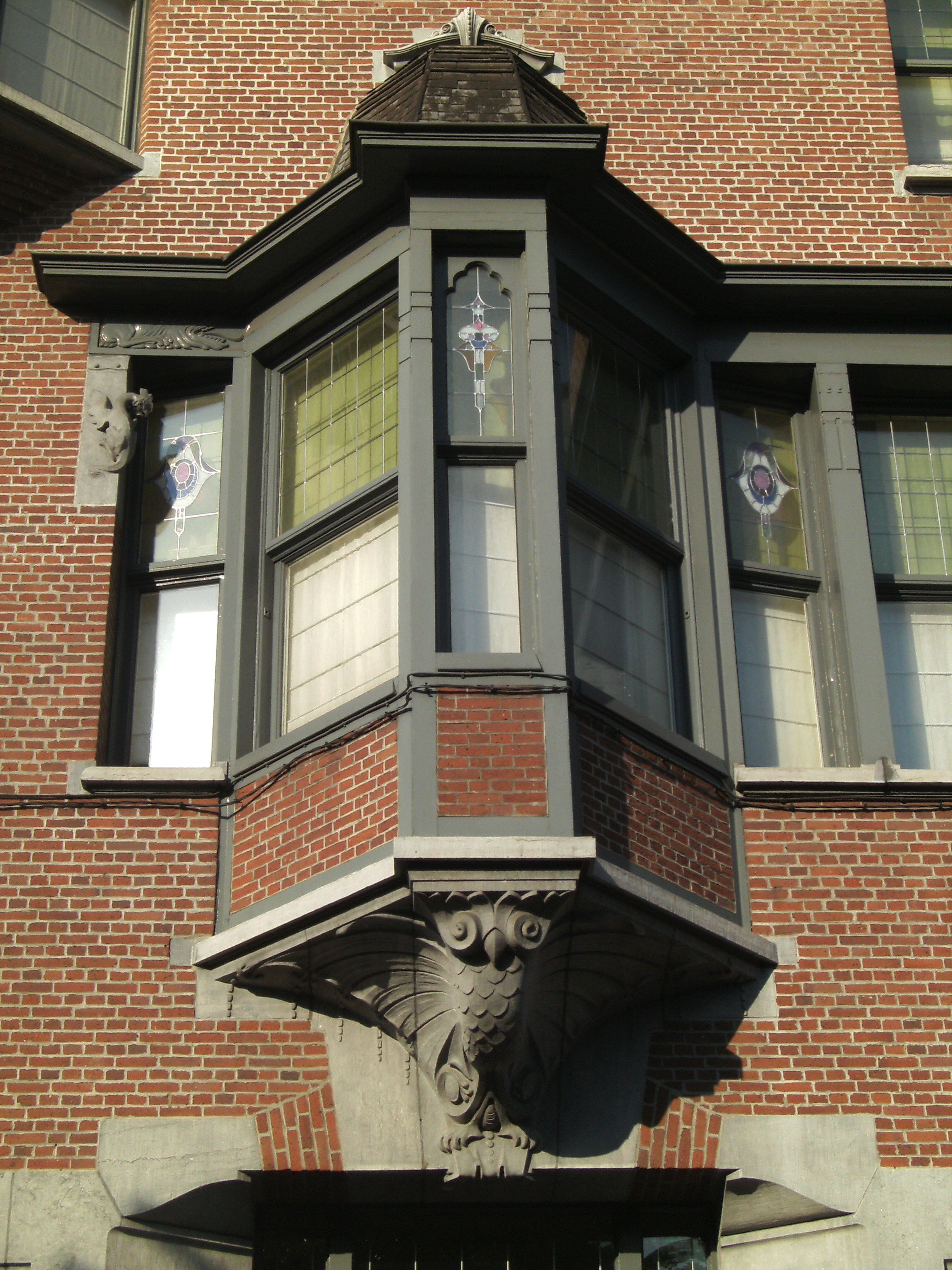
La loggia du premier étage.
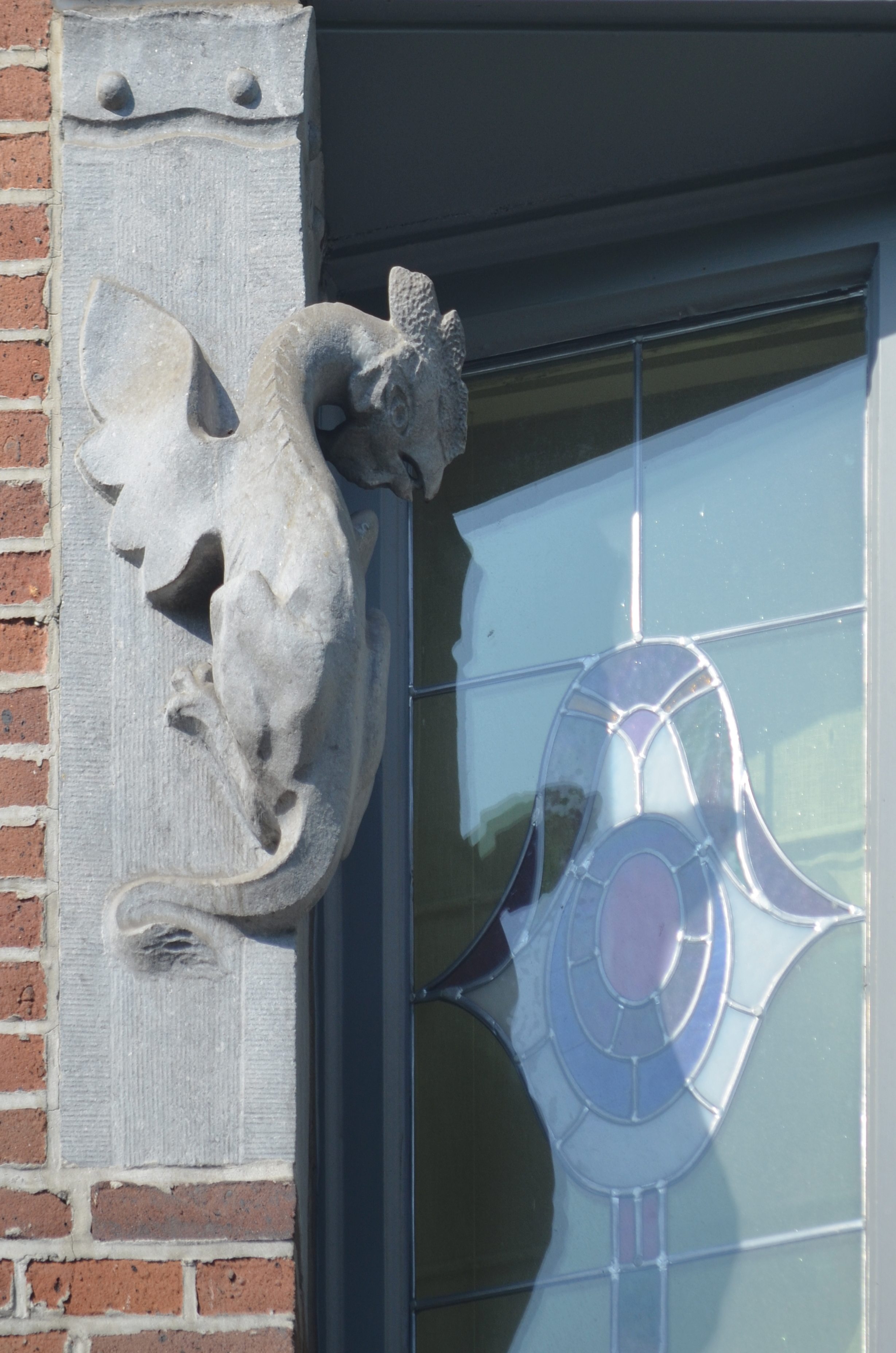
Détail sculptural de la loggia.